# Juigné-sur-Sarthe
Juigné-sur-Sarthe település Franciaországban, Sarthe megyében. Lakosainak száma 1142 fő (2022. január 1.). Juigné-sur-Sarthe Auvers-le-Hamon, Solesmes, Asnières-sur-Vègre, Avoise és Sablé-sur-Sarthe községekkel határos.

## Népesség
A település népességének változása:
| Lakosok száma | 1181 | 1156 | 1182 | 1147 | 1141 | 1136 | 1131 | 1139 | 1142 |
|               | 2013 | 2015 | 2016 | 2017 | 2018 | 2019 | 2020 | 2021 | 2022 |